# Traktaty w Nijmegen

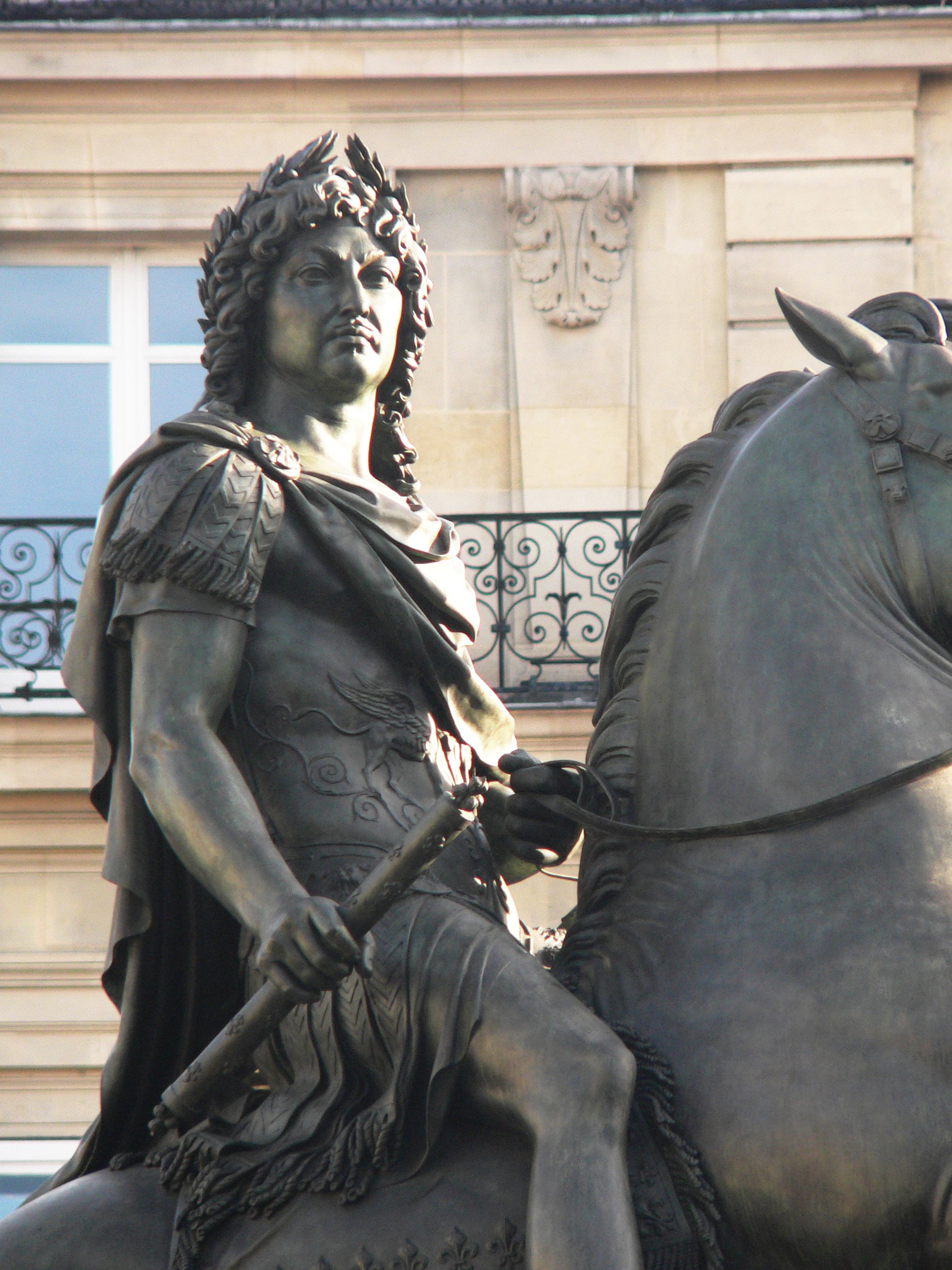
Wzniesiony na pamiątkę traktatu w Nijmegen pomnik Ludwika XIV na pl. Zwycięstwa w Paryżu

Traktaty w Nijmegen – seria traktatów podpisanych w holenderskim mieście Nijmegen w okresie od sierpnia 1678 do grudnia 1679, kończąca wojnę holenderską, toczoną pomiędzy Królestwem Francji, Biskupstwem Münster i Królestwem Szwecji a Republiką Zjednoczonych Prowincji, Królestwem Hiszpanii, Brandenburgią, Królestwem Danii i Świętym Cesarstwem Rzymskim.
Wojna w czasie sześciu lat jej trwania przekształciła się w wiele odrębnych konfliktów, m.in. III wojnę angielsko-holenderską i wojnę skańską.
Negocjacje pokojowe zaczęły się już w 1676 roku, ale kompromis uzgodniono dopiero w 1678.
Część krajów zawarła traktaty w innych miejscach i w różnym czasie:
- traktat w Westminster kończący wojnę pomiędzy Królestwem Anglii i Republiką Zjednoczonych Prowincji
- traktat w Celle kończący wojnę pomiędzy Szwecją a Brunszwikiem-Lüneburgiem
- traktat w Saint-Germain - kończący wojnę pomiędzy Szwecją i Francją a Brandenburgią
- traktat w Fontainebleau kończący wojnę pomiędzy Szwecją a Danią

W wyniku porozumień w Nijmegen Francja uzyskała Franche-Comté, kilka miast w hrabstwach Flandrii i Hainaut.

## Porozumienia
- 10 sierpnia 1678 – pokój francusko-holenderski
- 19 września 1678 – pokój francusko-hiszpański
- 26 stycznia 1679 – pokój cesarsko-francuski
- 26 stycznia 1679 – pokój cesarsko-szwedzki
- 19 marca 1679 – pokój münstersko-szwedzki
- 2 października 1679 – pokój holendersko-szwedzki